# Gryllidae
Gryllidés · Grillons
« Grillons » redirige ici. Pour les grillons au sens large incluant d'autres familles, voir Gryllidea.
Famille
Les Gryllidés (Gryllidae) sont une famille d'insectes orthoptères du sous-ordre des ensifères, plus communément appelés grillons.
Les femelles sont munies d'un long ovipositeur ensiforme (en forme d'épée) et possèdent de longues antennes fines.
On différencie les deux sexes principalement grâce à cet ovipositeur, mais aussi au fait que les mâles sont pourvus d'organes sonores situés à la base des élytres.
Il existe près de 5 000 espèces de Gryllidae dans le monde dont une vingtaine en France (en comptant les courtilières et les grillons myrmécophiles), et l'on retrouve des traces fossiles attestant de leur présence remontant au Trias supérieur.

## Description

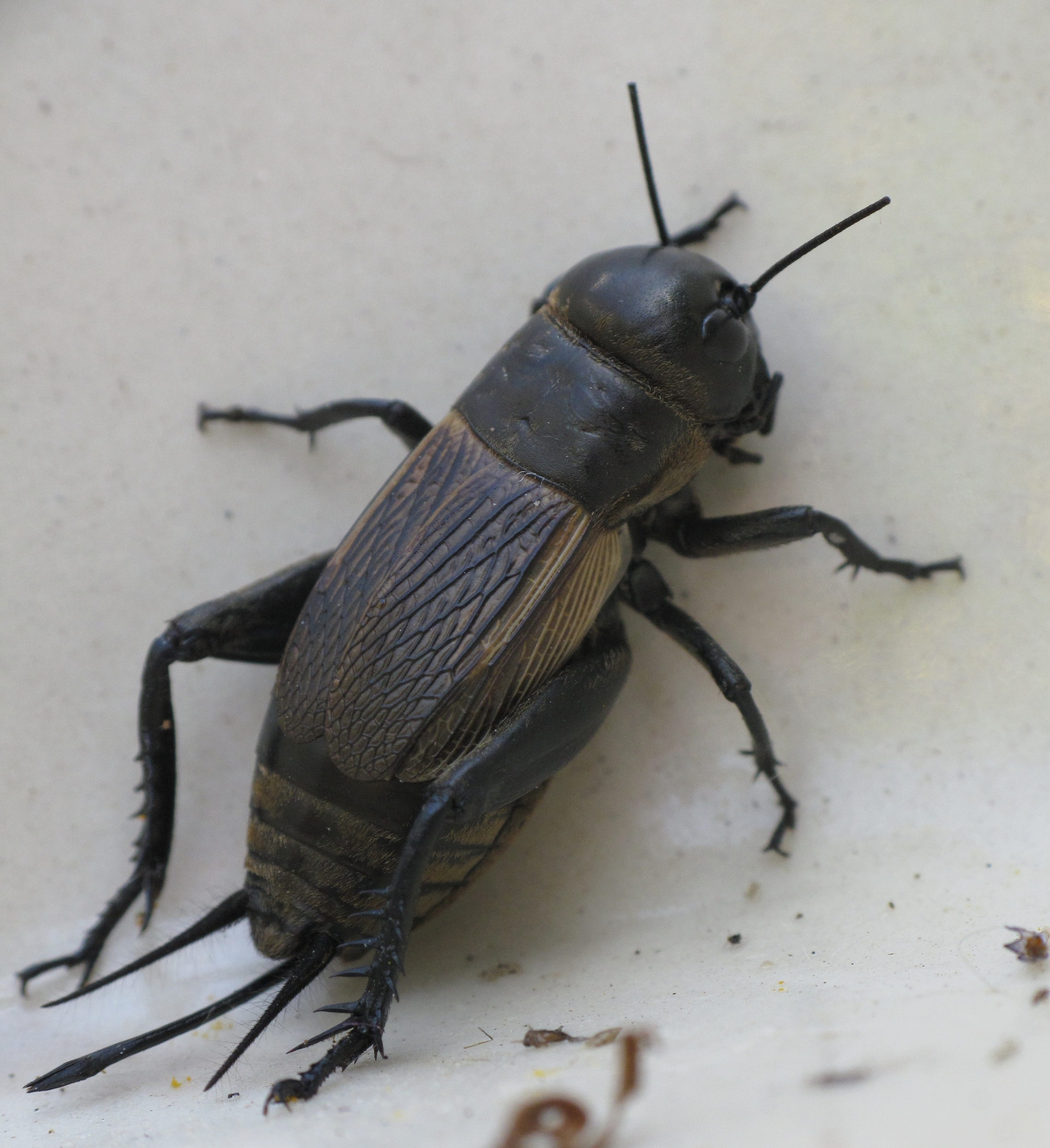
Gryllus campestris femelle.

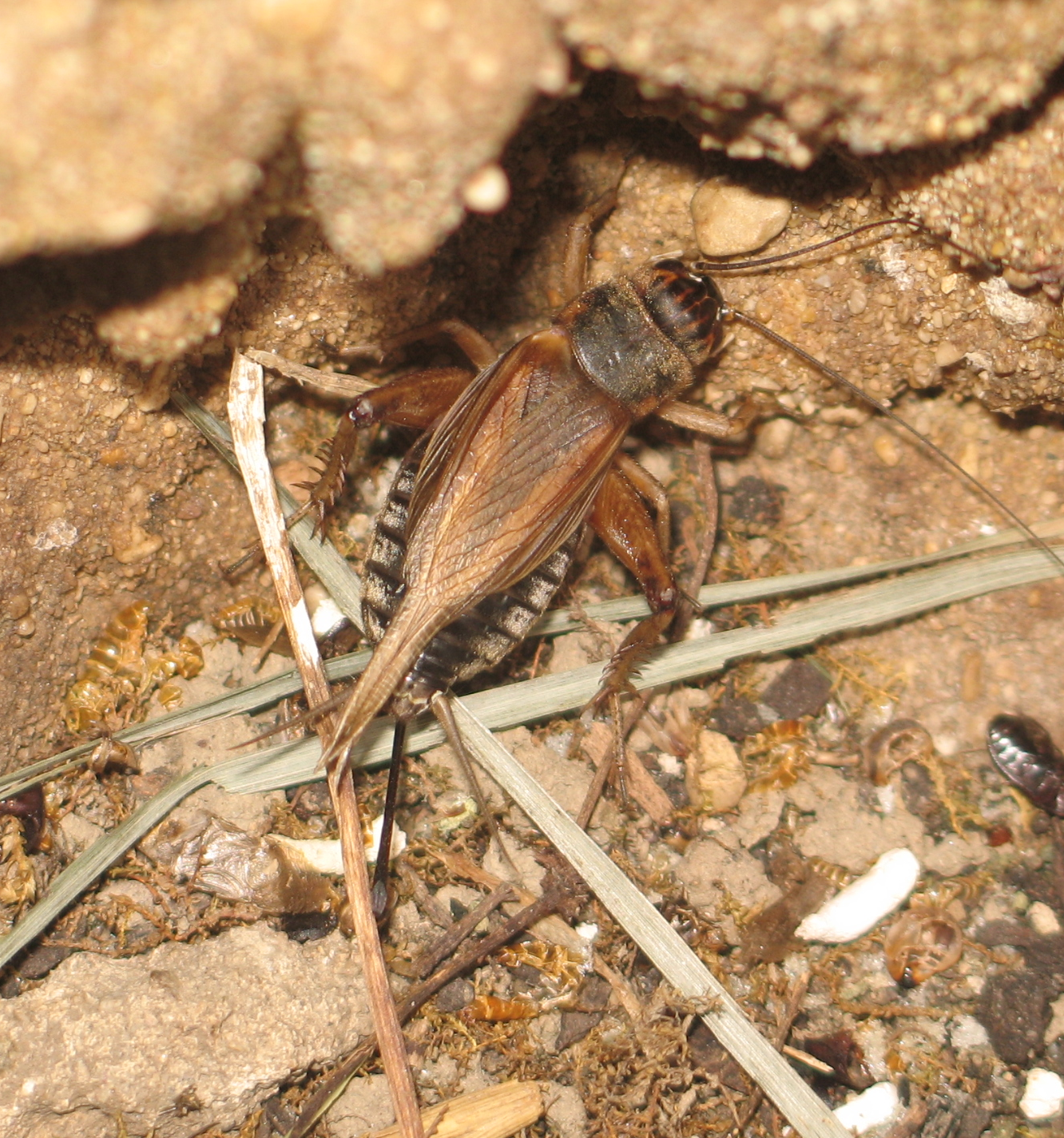
Acheta domesticus femelle : on distingue l'oviscapte noir au centre.

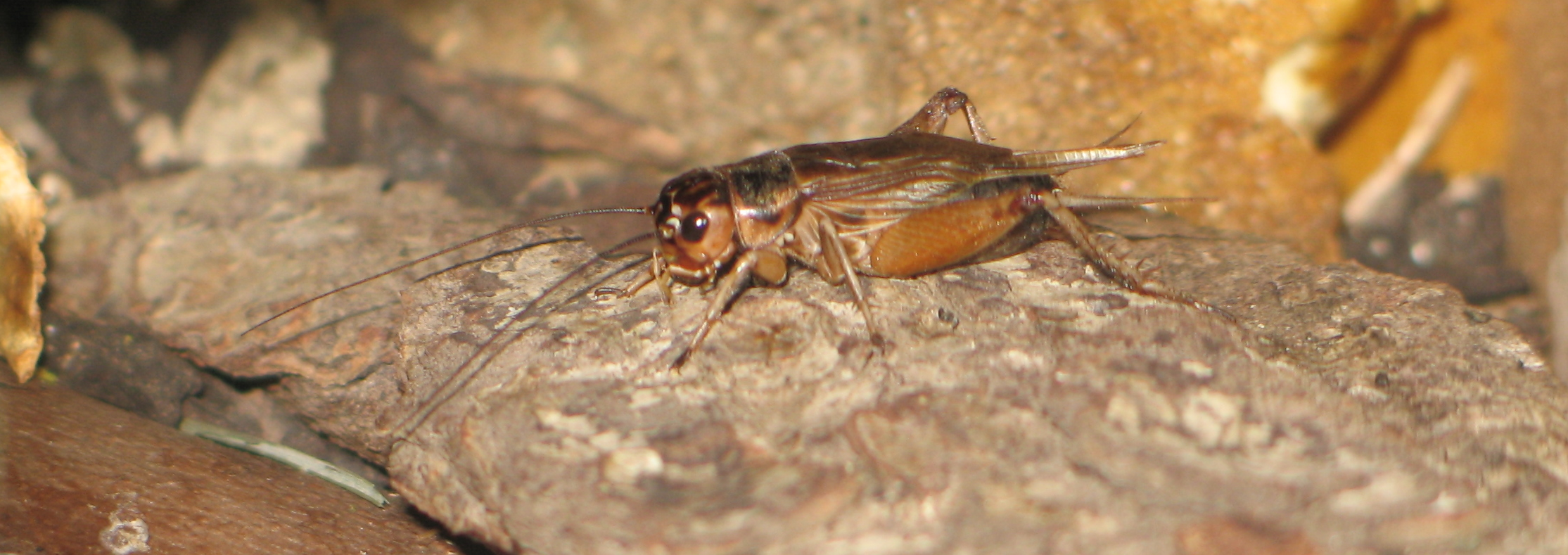
Acheta domesticus mâle : absence d'oviscapte.

La tête, presque sphérique, est flanquée de chaque côté d’yeux gros et saillants, les antennes sont longues et filiformes.
Le thorax, de forme trapézoïdale et d'apparence trapue, est résistant et robuste. L'extrémité de l'abdomen est munie de cerques.
Comme tous les insectes, les gryllidés possèdent six pattes. Les pattes postérieures sont très développées et adaptées au saut.
Chez la plupart des espèces, les ailes des grillons ne sont pas adaptées au vol. Les ailes antérieures sont développées en élytres constitués de chitine dure et résistante, faisant office de bouclier et d'organes stridulatoires ; les ailes ont donc perdu leur rôle d'organes locomoteurs.

### Dimorphisme sexuel
Il y a quelques différences qui permettent de distinguer les mâles des femelles :
- ce sont en général les mâles de certaines espèces qui stridulent, pour attirer les femelles ;
- les femelles possèdent un oviscapte, sorte de tube effilé à l'arrière, qu'elles enfoncent dans le sol pour y déposer les œufs (voir photos).

## Biologie
Le comportement des grillons est fort varié selon les espèces. La plupart des grillons aiment la lumière et la chaleur du soleil, d'autres comme les Troglophylus et les Dolichopoda (ce dernier genre dans la famille voisine des Rhaphidophoridae) sont troglobies et ne vivent donc que dans des grottes, des caves noires, ou plus exceptionnellement, dans les tunnels du métro.
En général, les grillons sont d'excellents fouisseurs, ils creusent des galeries parfois profondes et y vivent. D'autres espèces sont myrmécophiles ou termitophiles : elles vivent dans des nids de fourmis ou de termites mais ce comportement est plus rare.
Le grillon est omnivore. Sa durée de vie est d'environ un an.
Les grillons sont fort prisés des terrariophiles, car ils sont prolifiques et peuvent être aisément nourris.
Les mâles de certaines espèces sont très agressifs les uns avec les autres. Aussi, dans certains pays, ce caractère est mis à profit pour l'organisation de combats de grillons mâles ; ces combats font l'objet, bien sûr, de paris.
Certaines espèces de grillons ont leur mâle qui stridule, le chant étant entendu grâce au tympan placé sur le tibia de la première paire de pattes. Trois types de chants ont été clairement interprétés : « chant d'appel » sexuel (le plus fréquent) qui a pour fonction d'attirer et d'orienter la femelle vers le territoire du mâle (phénomène de phonotaxie), « chant de cour » prélude à l'accouplement, « stridulation d'agressivité » afin d'intimider un autre mâle, d'accompagner un combat entre rivaux ou d'exprimer la victoire.
L'émission du chant est réalisée en soulevant obliquement les deux élytres. L'élytre droit, qui porte sur sa face inférieure la râpe stridulante ou archet (alignement de dents lamellaires), recouvre toujours l'élytre gauche pour frotter son grattoir ou chanterelle. Deux zones membraneuses, la harpe et le miroir, amplifient les sons émis. Le grillon est ainsi droitier, à l'inverse de la sauterelle. Les grillons désensibilisent leur système auditif pour ne pas être assourdis par leur propre chant.
Certaines espèces, appelées « grillons thermomètres » (telles les espèces Oecanthus fultoni, l'oecanthe thermomètre, ou Oecanthus pellucens, le Grillon d'Italie) émettent leurs chants (le terme exact étant grésillent ou grésillonnent) dont la fréquence dépend de la température ambiante selon la loi de Dolbear : {\displaystyle T_{\mathrm {Fahrenheit} }=} nombre de grésillements (en 15 secondes) + 40.
Les grillons polynésiens Teleogryllus oceanicus ont une perception catégorielle du son. Ils connaissent deux mots : « ami » pour les sons dont la fréquence est inférieure à 13 kHz (ils s'interpellent entre eux avec des sons proches de 5 kHz), et « ennemi » pour les sons dont la fréquence est supérieure à 16 kHz (leurs prédateurs, les chauves-souris, émettent entre 25 et 80 kHz).
Des grillons sont parfois « poussés au suicide » par un ver parasite, Paragordius tricuspidatus. La « manipulation parasitaire » consiste pour le ver à être avalé sous forme de larve par le grillon. Au bout d'un an, ayant atteint sa maturité sexuelle, le ver doit impérativement rejoindre l’eau pour se reproduire. Il émet alors une substance chimique qui agit sur le cerveau du grillon qui adopte un comportement erratique et ne réagit plus à certains stimuli synonymes de danger, l'amenant parfois à se noyer dans des ruisseaux, réservoirs, piscines voire dans des seaux d'eau.

## Reproduction
Les grillons ont une reproduction sexuée. Lorsque le mâle s'accouple avec la femelle, il introduit son appareil reproducteur dans les voies génitales de la femelle et y transfère son spermatophore. L'accouplement terminé, la majorité des femelles recourbe son abdomen de manière à présenter l'extrémité de l'oviscapte perpendiculairement à la surface du sol meuble et humide. Elle y enfonce alors son long ovipositeur grâce à la tarière (extrémité de l'oviscapte constituée par quatre valves, les ventrales perforant le sol et les dorsales permettant sa progression), et y dépose ses œufs un par un à l'aide de valves internes garnies d'aspérités pour empêcher une remontée des œufs. Ceux-ci peuvent dépasser le nombre de 700. Quelques semaines plus tard, les jeunes émergent des œufs complètement formés. En captivité, ils se réfugient dans la litière.

## Systématique
La famille de Gryllidae a été décrite par l'entomologiste autrichien Johann Nepomuk von Laicharting, 1781.

### Noms vernaculaires
Dans les régions francophones du Canada, les grillons sont parfois appelés « criquets ». Le personnage du Pinocchio de Walt Disney, Jiminy Cricket, est en fait un grillon.

### Taxonomie

#### Liste des sous-familles
Selon Orthoptera Species File (19 mai 2012) :
- groupe de sous-familles Gryllinae Group Laicharting, 1781 (nom temporaire)
  - sous-famille Gryllinae Laicharting, 1781
  - sous-famille Gryllomiminae Gorochov, 1986
  - sous-famille Gryllomorphinae Saussure, 1877
  - sous-famille Gryllospeculinae Gorochov, 1985 †
  - sous-famille Itarinae Chopard, 1932
  - sous-famille Landrevinae Gorochov, 1982
  - sous-famille Sclerogryllinae Gorochov, 1985
  - genre Capillogryllus Xie, Zheng & Liang, 2003
  - genre Cratogryllus Martins-Neto, 1991 †
  - genre Ectodrelanva Gorochov, 1999
  - genre Endodrelanva Gorochov, 1999
  - genre Micromacula Whalley, 1985 †
  - genre Paranurogryllus Mesa & García-Novo, 1999
  - genre Regoza Gorochov & Kostia, 1999
  - genre Sharovella Gorochov, 1985 †
  - genre Spinogryllus Vasanth, 1993
  - genre Trichogryllus Chopard, 1936 †
- groupe de sous-familles Phalangopsinae Group (nom temporaire)
  - sous-famille Cachoplistinae Saussure, 1877
  - sous-famille Luzarinae Hebard, 1928
  - sous-famille Paragryllinae Desutter-Grandcolas, 1987
  - sous-famille Phalangopsinae Blanchard, 1845
  - sous-famille Phaloriinae Gorochov, 1985
- groupe de sous-familles Podoscirtinae Group (nom temporaire)
  - sous-famille Euscyrtinae
  - sous-famille Hapithinae Gorochov, 1986
  - sous-famille Pentacentrinae Saussure, 1878
  - sous-famille Podoscirtinae Saussure, 1878
- sous-famille Eneopterinae
- sous-famille Nemobiinae Saussure, 1877
- sous-famille Oecanthinae Blanchard, 1845
- sous-famille Pteroplistinae Chopard, 1936
- sous-famille Trigonidiinae Saussure, 1874
- genre Gryllidium Westwood, 1854 †
- genre Liaonemobius Ren, 1998 †
- genre Lithogryllites Cockerell, 1908 †
- genre Menonia George, 1936
- genre Nanaripegryllus Martins-Neto, 2002 †
- genre Pronemobius Scudder, 1890 †

#### Liste des genres
Selon Orthoptera Species File (19 mai 2012) :
- groupe de sous-familles Gryllinae Group Laicharting, 1781 (nom temporaire)
  - sous-famille Gryllinae Laicharting, 1781
  - sous-famille Gryllomiminae Gorochov, 1986
  - sous-famille Gryllomorphinae Saussure, 1877
  - sous-famille Gryllospeculinae Gorochov, 1985 †
  - sous-famille Itarinae Chopard, 1932
  - sous-famille Landrevinae Gorochov, 1982
  - sous-famille Sclerogryllinae Gorochov, 1985
  - genre Capillogryllus Xie, Zheng & Liang, 2003
  - genre Cratogryllus Martins-Neto, 1991 †
  - genre Ectodrelanva Gorochov, 1999
  - genre Endodrelanva Gorochov, 1999
  - genre Micromacula Whalley, 1985 †
  - genre Paranurogryllus Mesa & García-Novo, 1999
  - genre Regoza Gorochov & Kostia, 1999
  - genre Sharovella Gorochov, 1985 †
  - genre Spinogryllus Vasanth, 1993
  - genre Trichogryllus Chopard, 1936 †
- groupe de sous-familles Phalangopsinae Group (nom temporaire)
  - sous-famille Cachoplistinae Saussure, 1877
  - sous-famille Luzarinae Hebard, 1928
  - sous-famille Paragryllinae Desutter-Grandcolas, 1987
  - sous-famille Phalangopsinae Blanchard, 1845
  - sous-famille Phaloriinae Gorochov, 1985
- groupe de sous-familles Podoscirtinae Group (nom temporaire)
  - sous-famille Euscyrtinae
  - sous-famille Hapithinae Gorochov, 1986
  - sous-famille Pentacentrinae Saussure, 1878
  - sous-famille Podoscirtinae Saussure, 1878
- sous-famille Eneopterinae
  - tribu Eneopterini
  - tribu Eurepini Robillard, 2004
  - tribu Lebinthini Robillard, 2004
  - tribu Nisitrini Robillard, 2004
  - tribu Xenogryllini Robillard, 2004
  - genre Adenophallusia de Mello & de Camargo e Mello, 1996
  - genre Alexandrina Otte & Perez-Gelabert, 2009
  - genre Antillicharis Otte & Perez-Gelabert, 2009
  - genre Brontogryllus Martins-Neto, 1991 †
  - genre Carylla Otte & Perez-Gelabert, 2009
  - genre Dongwana Otte & Perez-Gelabert, 2009
  - genre Jabulania Otte & Perez-Gelabert, 2009
  - genre Knyella Otte & Perez-Gelabert, 2009
  - genre Laurellia Otte & Perez-Gelabert, 2009
  - genre Margarettia Otte & Perez-Gelabert, 2009
  - genre Mashiyana Otte & Perez-Gelabert, 2009
  - genre Picinguaba de Mello, 1990
  - genre Proecanthus Sharov, 1968 †
  - genre Sabelo Otte & Perez-Gelabert, 2009
  - genre Sipho Otte & Perez-Gelabert, 2009
  - genre Stenoecanthus Chopard, 1912
  - genre Swezwilderia Chopard, 1929
  - genre Walkerana Otte & Perez-Gelabert, 2009
- sous-famille Nemobiinae Saussure, 1877
  - tribu Grylliscini Gorochov, 1986
  - tribu Hemigryllini Gorochov, 1986
  - tribu Marinemobiini Gorochov, 1985
  - tribu Nemobiini Saussure, 1877
  - tribu Pteronemobiini Otte & Alexander, 1983
  - tribu Thetellini Otte & Alexander, 1983
  - genre Baltonemobius Gorochov, 2010 †
  - genre Calperum Rentz & Su, 1996
  - genre Cophonemobius Chopard, 1929
  - genre Cophoscottia Chopard, 1951
  - genre Homonemobius Chopard, 1935
  - genre Micronemobius Ingrisch, 1987
  - genre Ngamarlanguia Rentz & Su, 1996
  - genre Scottiola Uvarov, 1940
  - genre Sudanicus Werner, 1913
  - genre Tahitina Hebard, 1933
  - genre Taiwanemobius Yang & Chang, 1996
  - genre Territirritia Rentz & Su, 1996
  - genre Zucchiella de Mello, 1990
- sous-famille Oecanthinae Blanchard, 1845
  - tribu Oecanthini Blanchard, 1845
  - tribu Xabeini Vickery & Kevan, 1983
  - genre Paraphasius Chopard, 1927
- sous-famille Pteroplistinae Chopard, 1936
  - tribu Odontogryllini de Mello, 1992
  - tribu Pteroplistini Chopard, 1936
  - genre Asymmetriola Gorochov, 2010
  - genre Changiola Gorochov, 2004
  - genre Crockeriola Gorochov & Kostia, 1999
  - genre Kerinciola Gorochov, 2004
  - genre Pangrangiola Gorochov, 2004
  - genre Tembelingiola Gorochov, 2004
  - genre Tramlapiola Gorochov, 1990
- sous-famille Trigonidiinae Saussure, 1874
  - tribu Phylloscyrtini Chopard, 1968
  - tribu Trigonidiini Saussure, 1874
  - genre Anele Otte, Carvalho & Shaw, 2003
  - genre Fijixipha Otte & Cowper, 2007
  - genre Kadavuxipha Otte & Cowper, 2007
  - genre Levuxipha Otte & Cowper, 2007
  - genre Minutixipha Otte & Cowper, 2007
  - genre Myrmegryllus Fiebrig, 1907
  - genre Nanixipha Otte, Carvalho & Shaw, 2003
  - genre Nausorixipha Otte & Cowper, 2007
  - genre Savuxipha Otte & Cowper, 2007
  - genre Svistella Gorochov, 1987
  - genre Tavukixipha Otte & Cowper, 2007
  - genre Vanuaxipha Otte & Cowper, 2007
  - genre Veisarixipha Otte & Cowper, 2007
  - genre Vitixipha Otte & Cowper, 2007
  - genre Vudaxipha Otte & Cowper, 2007
  - genre Gryllidium Westwood, 1854 †
  - genre Liaonemobius Ren, 1998 †
  - genre Lithogryllites Cockerell, 1908 †
  - genre Menonia George, 1936
  - genre Nanaripegryllus Martins-Neto, 2002 †
  - genre Pronemobius Scudder, 1890 †

## Les Gryllidae et l'Homme

### Intérêt alimentaire

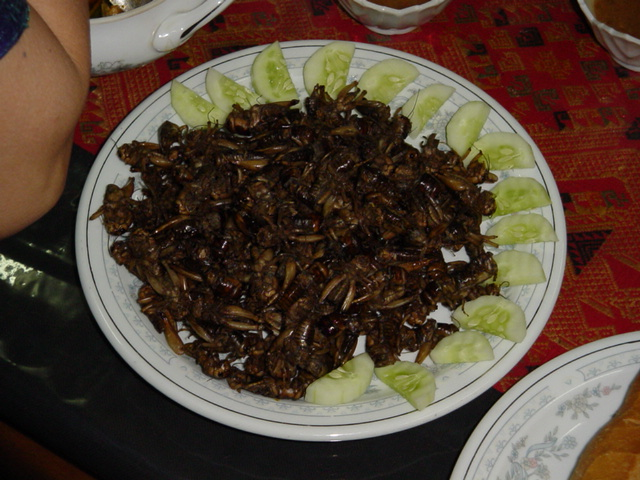
Grillons frits (cuisine laotienne)

Leur richesse en protéines en fait une nourriture de choix pour d'autres animaux carnivores comme les mygales, les scorpions, les mantes, les lézards, etc.
Le grillon, auquel on attribue des vertus thérapeutiques, peut également constituer une nourriture pour les êtres humains. Plusieurs peuples les font griller ou frire.

### Dans la culture populaire
- Le grillon est source d'inspiration dans la chanson populaire du comté de Nice Griloulin (Petit Grillon)[14].
- Le coureur cycliste italien Paolo Bettini a comme surnom « Le grillon ».
- Le personnage de Walt Disney, Jiminy Cricket, est basé sur un grillon.

### Élevage
Le grillon a fait partie du pittoresque du sud de la France (et un peu partout dans le pays, dans le Nord également), au même titre que les cigales. Tuter les grillons était une activité prisée des enfants en été. Il s'agissait de repérer un grillon par son chant, de s'en approcher lentement, puis de trouver le trou (la « tute ») où l'insecte s'était réfugié. Une longue tige fine étant agitée dans le trou, le grillon sort et on le capture (en cas d'échec, le grillon devenu soupçonneux ne s'attrape plus par cette technique mais est délogé par l'inondation d'un verre d'eau), pour le mettre dans une petite cage spéciale : convenablement nourri, le grillon pouvait chanter longtemps.
Depuis 1982, un championnat du monde des tuteurs de grillons est organisé à Lavardens.

### Concours de chants de grillons
Dans la Chine ancienne, on organisait des concours de chants de grillons ; les meilleurs chanteurs se vendaient à des prix parfois élevés.

### Combats de grillons
Des combats de grillons (selon une gradation stéréotypée : escrime avec les antennes, écartement des mandibules, prise de mandibules, corps à corps) encore populaires parmi les personnes âgées sont organisés en Asie, principalement en Chine (6 millions d'amateurs dont 500 000 à Shanghaï où existe dans le vieux quartier de Qibao un « musée du grillon »), Indonésie, Vietnam et à Madagascar.

### Calendrier républicain
Le nom du grillon fut attribué au 25e jour du mois de frimaire dudit calendrier révolutionnaire français, généralement chaque 15 décembre du grégorien.

### Symbolique du grillon
Adolphe de Chesnel, auteur d'un Dictionnaire des superstitions, erreurs, préjugés, et traditions populaires... (J.-P. Migne Éditeur, 1856) écrit à propos du grillon :
	 "GRILLON. Beaucoup d'habitants de la campagne ont une sorte de vénération pour cet insecte, qu'ils regardent comme un hôte protecteur de leur foyer. Son cri leur cause de la satisfaction : ils le regardent toujours comme un heureux présage." 
	 "Dans toutes les montagnes du Jura, particulièrement au Val-de-Miéges, dit M. Désiré Monnier, on professe une singulière estime pour le grillon domestique, dont le chant, assez monotone à la vérité, mais joyeux, est de bon augure pour la maison dont il est devenu l'hôte invisible et bienveillant. On se félicite d'être l'objet de son choix, et l'on est sûr de jouir de sa protection, aussi longtemps qu'on lui témoigne du contentement et des égards. On se garderait donc bien d'expulser les grillons de chez soi, pour éviter leur cri nocturne autour des foyers dont ils recherchent la douce chaleur : ce serait un acte de folie aux yeux de bien des gens, car c'est comme si l'on bannissait de sa demeure un élément de prospérité." 
Le grillon est donc à la fois un symbole de protection mais aussi un symbole du foyer. 